# إستامي بتيل
إستامي بتيل (بالتركية: İstemi Betil)‏ ممثل تركي (ولد في إسطنبول 21 ديسمبر 1943 وتوفي في يالوفا في 11 نوفمبر 2011) واحد أشهر واقدم الممثلين في السينما التركية واشتهر لدى العالم العربي بدور ضيا اللازي في مسلسل وادي الذئاب في الجزء الأول والثاني منه.

## من أعماله
- Doludizgin Yıllar 2009
- İpucu Kriminal 2008
- Töre 2007
- Dönüş 2007
- Koçero 2007
- Korkusuzlar 2007
- Mahşer 2007
- Son Osmanlı: Yandım Ali 2006 - Doktor
- وادي الذئاب 2003 - Laz Ziya
- Martılar Açken 2002
- Üvey Baba 2002
- Cumhuriyet (film) 1998 - Douglas MacArthur
- Dönemeç 1988
- Alın Yazısı 1972
- Ölümle Sevişenler 1972
- Şeytan Tırnağı 1972
- Tanrı Misafiri 1972
- Fedailer Mangası 1971
- Yağmurdan Sonra - Leylanın babası

## روابط خارجية
- إستامي بتيل على موقع IMDb (الإنجليزية)